# 苏布朗
苏布朗（法語：Soubran，法語發音：[subʁɑ̃]）是法国滨海夏朗德省的一个市镇，位于该省东南部，属于容扎克区。

## 地理
苏布朗（45°21'13"N, 0°30'52"W）面积13.25 平方千米，位于法国新阿基坦大区滨海夏朗德省，该省份为法国西部滨海省份，北起旺代省，西临大西洋，南至吉倫特省，东南接多爾多涅省，东北接德塞夫勒省接壤，东临夏朗德省。
与苏布朗接壤的市镇（或旧市镇、城区）包括：阿拉博卡日、布瓦勒东、库皮尼亚克、米朗博、萨利尼亚克-德米朗博。

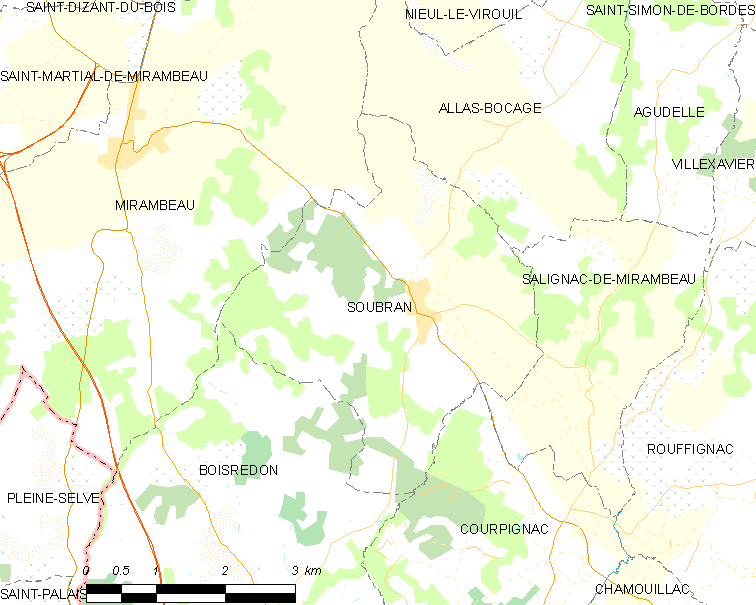
苏布朗的OSM定位图

苏布朗的时区为UTC+01:00、UTC+02:00（夏令时）。

## 行政
苏布朗的邮政编码为17150，INSEE市镇编码为17430。

## 政治
苏布朗所属的省级选区为蓬镇县。

## 人口

1962-2008年间苏布朗人口变化图示

苏布朗于2022年1月1日时的人口数量为419人。